# توشیهارو موریناگا
توشیهارو موریناگا (انگلیسی: Toshiharu Morinaga؛ زادهٔ ۲۳ فوریهٔ ۱۹۸۲) بازیکن فوتبال اهل ژاپن است.
از باشگاه‌هایی که در آن بازی کرده‌است می‌توان به باشگاه فوتبال توکیو وردی و باشگاه فوتبال شنژن اشاره کرد.